# Henri Masson (peintre)
Pour les articles homonymes, voir Henri Masson et Masson.
Henri Masson est un peintre canadien né le 10 janvier 1907 à Spy en Belgique et mort le 9 février 1996 à Ottawa.

## Biographie
Henri Masson commence ses études à l’Athénée royal de Bruxelles. Il s'installe au Canada en 1921 et fréquente l'Ottawa Art Association ainsi que l'Ottawa Art Club.
Sa première exposition individuelle se déroule à Toronto en 1938 au sein de la Picture Loan Society.
Il est membre de la Canadian Society of Painters in Watercolour, de la Société des arts graphiques et du Canadian Group of Painters en 1941. Il préside la Conférence des artistes canadiens à Ottawa en 1945.
En 1994, Henri Masson est fait Officier de l’Ordre du Canada.

## Musées et collections publiques
- Agnes Etherington Art Centre (en)
- Bibliothèque et Archives Canada, Gatineau
- Galerie Montcalm, Ottawa
- Musée de la civilisation, Québec[5]
- Musée Laurier, Victoriaville
- Musée national des beaux-arts du Québec[6]
- La Pulperie de Chicoutimi
- Galerie d'art de Vancouver, Vancouver
- Université de Lethbridge[7]